# Église de la Nativité-de-la-Vierge de Nogent-en-Othe
L'église de la Nativité-de-la-Vierge est une église située à Nogent-en-Othe, en France.

## Description
Le décor mural intérieur d'origine, du XVIe siècle, est conservé, il représente les douze apôtres, ainsi que les morts ressuscitant.

## Localisation
L'église est située sur la commune de Nogent-en-Othe, dans le département français de l'Aube.

## Historique
Cette église date du XVIe siècle.
L'édifice est inscrit au titre des monuments historiques en 2006, pour son décor intérieur.